# Реформація: 25 пунктів
«Реформація: 25 пунктів» — диск обраних пісень гурту «Кому Вниз», виданий на початку травня 2009 року як музичний додаток до 13-го випуску журналу «Перехід IV» спільно з інтернет-порталом "Народний Оглядач".

## Загальна інформація
CD містить 13 пісень групи з 12 тематичними інтродукціями-цитатами, переважно з Бгаґавад-ґіти перекладу Миколи Ільницького. Вступ за «Молитвою» Богдана-Ігора Антонича. Композиційно збірка різностилістична — від динамічних індустріальних треків до майже ліричних пісень, чи декламації на фоні хору з Боже великий, єдиний. Присутній загальний дисонанс що загалом іноді характерно для музичних компіляцій. На титлі обкладинки використано працю Мортена Вінге.

## Список пісень
| #   | Назва                        | Тривалість |
| --- | ---------------------------- | ---------- |
| 1.  | «Intro»                      | 0:59       |
| 2.  | «Ліра»                       | 3:54       |
| 3.  | «Неба зорі»                  | 3:34       |
| 4.  | «Шива»                       | 4:19       |
| 5.  | «Нива»                       | 4:05       |
| 6.  | «Білі демони»                | 5:58       |
| 7.  | «Ген, долиною»               | 3:26       |
| 8.  | «Привид з гаю»               | 6:20       |
| 9.  | «Птаха на ймення Nachtigall» | 4:16       |
| 10. | «Микита Швачка»              | 2:30       |
| 11. | «І зійде з долонь Господніх» | 2:24       |
| 12. | «Мажа-віра»                  | 5:19       |
| 13. | «Заповіт арійській людині»   | 2:28       |
| 14. | «Від Києва до Ольстера»      | 2:19       |

## Склад
- Андрій Середа — клавішні, вокал
- Владислав Малюгін — гітара
- Сергій Степаненко — бас-гітара
- Євген Разін — ударні